# Њу Палестин (Индијана)
Њу Палестин (енгл. New Palestine) град је у америчкој савезној држави Индијана.

## Демографија
По попису из 2010. године број становника је 2.055, што је 791 (62,6%) становника више него 2000. године.
| Група             | 2000.         | 2010.         |
| Белци             | 1.247 (98,7%) | 1.997 (97,2%) |
| Афроамериканци    | 1 (0,1%)      | 1 (0,0%)      |
| Азијати           | 2 (0,2%)      | 12 (0,6%)     |
| Хиспаноамериканци | 4 (0,3%)      | 20 (1,0%)     |
| Укупно            | 1.264         | 2.055         |